# Вона прекрасна, коли злиться
Вона прекрасна, коли злиться ― американський документальний фільм 2014 року про учасниць феміністичного руху другої хвилі в США режисерки Мері Дор та співавторки Ненсі Кеннеді.    Перший документальний фільм, який висвітлив другу хвилю фемінізму. 

## Огляд
Вона прекрасна, коли злиться документує Жіночий визвольний рух у США. У ньому продемонстровано ключові занепокоєння активісток протягом 1966-1971 років, включаючи дискримінацію у сфері зайнятості, догляд за дітьми, сексуальне здоров'я та сексуальність, які в сукупності стали називати «проблемами жінок».   Він також заглиблюється в сторони, що розділяють рух, такі як гомофобія, раса та клас.  
Документальний фільм триває 92 хвилини та містить поєднання архівних кадрів, вирізок із преси, оповідання сучасних інтерв’ю та читань сучасних творів.  Він починається з визначення соціального клімату 1960-х та опису деяких перших подій визволення жінок, включаючи публікацію знакового тексту Бетті Фрідан «Загадка жіночності» (1963) та заснування Національної організації для жінок (NOW).  Він описує, як жіночий рух пов’язаний з іншими рухами в США, такими як рух за громадянські права афроамериканців, антивоєнний рух та нові ліві. У фільмі також представлені авторки знакової феміністичної книги «Наші тіла, ми самі» та колишні членкині підпільної організації абортів «колектив Джейн». Документальний фільм закінчується висвітленням «Жіночого страйку за рівність» 1970 року та тривалими досягненнями руху. 

## Виробництво
Режисеркою та продюсеркою стала документалістка Мері Доре, яка сама брала участь у Жіночому визвольному русі в середині 70-х.  Її співпродюсеркою стала Ненсі Кеннеді. Творчині фільму заявили, що створили документальний фільм, щоб надихнути людей продовжувати відстоювати гендерну рівність.
Права на фільм викупили Music Box Films у 2016 році, випустивши його на DVD та iTunes. У 2018 році фільм був доступний на Netflix.
Дебют документального фільму відбувся у Нью-Йорку 5 грудня 2014 року та в Лос-Анджелесі 12 грудня 2014 року.  Він продовжував показ у США та інших країнах, включаючи Канаду, Австралію, Туреччину, Південну Корею, Ірландію та Іспанію.  Станом на травень 2021 року фільм має оцінку 80 на Metacritic на основі 12 відгуків критиків. 

### Критичний прийом
Джордан Гоффман із The Guardian дав фільму три із п'яти зірок, назвавши його «заслуженою оцінкою цих жінок», він критикував іноді роз'єднаний підхід фільму. Алан Шерщуль із The Village Voice описав документальний фільм як найкращу розповідь про те, як жіночий рух «змінив робоче місце, нашу сексуальну політику, нашу мову». Ен Горнадей з The Washington Post дала документальному фільму дві з половиною із чотирьох зірок, посилаючись на «незграбні реконструкції та інші стилістичні хитрощі», але дійшла висновку, що «він служить рухомим нагадуванням про те, наскільки важливими є дії громадян для стимулювання соціальних змін».